# Inka et Markus Brand
Pour les articles homonymes, voir Brand.

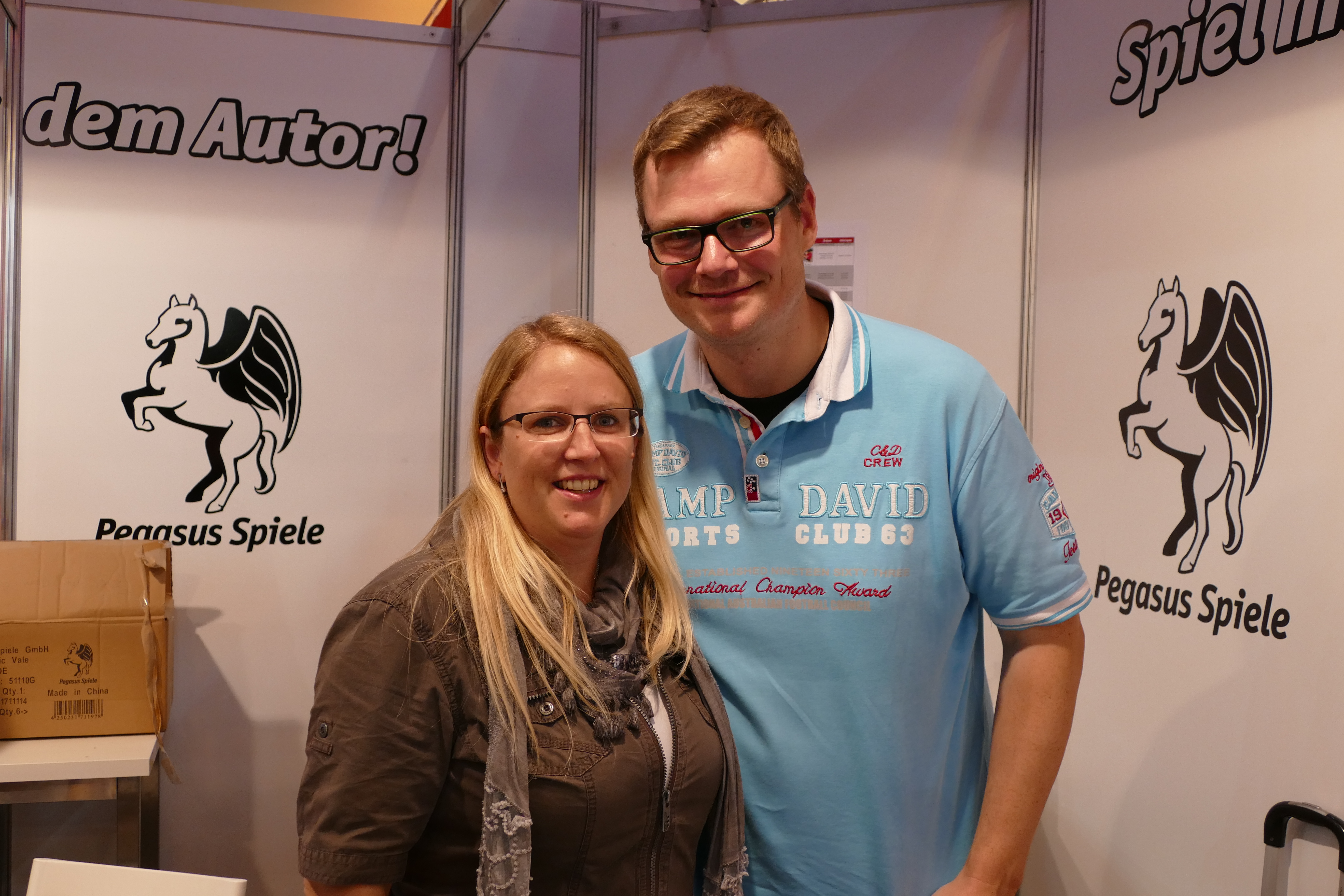
Inka et Markus Brand aux Journées Internationales du Jeu SPIEL 2016

Inka Brand (née le 19 mars 1977) et Markus Brand (né le 1er octobre 1975) sont un couple de concepteurs de jeux allemands. Depuis 2006, ils développent et publient ensemble plus de 40 jeux, dont plusieurs remportent divers prix.
Ainsi, en 2009, le jeu Château aux 1000 miroirs et en 2011 le jeu Monsterfalle, tous deux publiés par Kosmos, reçoivent le Deutschen Kinderspiele Preis (en allemand, le prix des jeux allemands pour enfants). En 2012, le jeu Descendance, publié par Eggertspiele / Pegasus Spiele, remporte le prix Kennerspiel des Jahres (en allemand, le Jeu de l'année des connaisseurs) décerné par le jury  Spiel des Jahre  (en allemand, Le jeu de l'année) ainsi que le Deutschen Spiele Preis (en allemand, le Prix Allemand des Jeux). En 2013, le jeu La tour enchantée, édité par Drei Zauberer Spiele, est nommé Kinderspiel des Jahres (en allemand jeu pour enfants de l'année) et en 2017, les trois premiers volets de la série de jeux Exit - The Game remportent le prix Kennerspiel des Jahres (en allemand, le Jeu de l'année des connaisseurs). En outre, le couple remporte à trois reprises le prix du jeu MinD publié par l'association Mensa in Deutschland eV, une association pour personnes à QI élevé.
Inka Brand est une directrice d'hôtel de formation. Après avoir terminé sa formation,elle travaille dans un hôtel pendant deux ans . Elle travaille ensuite dans un cabinet d'avocats en tant que secrétaire et réceptionniste.
Markus Brand étudie l'enseignement spécialisé pendant un semestre, puis commence en 1997 une formation d'assureur auprès d'un cabinet d'assurance vies à Cologne, qu'il termine. Depuis 2000, il dirige le cabinet d'assurance de son père , Heiner Brand, un ancien entraîneur national de handball.
Tous deux se rencontrent en 1999. La même année, ils testent un prototype de jeu lors d'un atelier de jeux puis décident de développer également des jeux. En 2006, après plusieurs prototypes qui n'ont pas été publiés, Kosmos sort The Big Dinosaur Game , qui remporte la troisième place du Prix des Jeux Suisses. Au concours de concepteurs de jeux Hippodice, ils remportent la seconde place avec leur prototype de Guatemala Café en 2006 et, en 2007, la première place avec le jeu Marburg . Depuis lors, nombre de leurs jeux sont édités par Kosmos, mais aussi par d'autres éditeurs.
IInka et Markus Brand se sont mariés en 2000 et vivent et travaillent ensemble avec leurs enfants Lukas (* 2000) et Emely (* 2002) à Gummersbach. Le jeu Mito (Mogel Motte sous son nom allemand) conçu par les deux enfants, a remporté en 2012 le prix allemand des jeux pour enfants. En 2017, est publié son successeur, le jeu Schummel Hummel.
- 2006 : Le jeu du grand dinosaure (Kosmos)
- 2006 : Heure d'été (Cosmos)
- 2006 : La soif d'Ometepe (Projet Ometepe Nicaragua)
- 2007 : Café Guatemala (Eggertspiele)
- 2007 : La Boussole d'Or (Cosmos)
- 2007 : Les trois ??? – Le secret de l'île fantôme (Cosmos)
- 2008 : Startail – Transformation magique (Cosmos)
- 2008 : La Rivière des Dragons (Cosmos)
- 2008 : Dans la protection du château (Eggertspiele)
- 2008 : Brain Acrobates (boîte de jeu)
- 2009 : Le Palais d'Eschnapur (Amigo)
- 2009 : Shaun le mouton – Football végétal (Kosmos)
- 2009 : Shaun le mouton – La course des agneaux (Kosmos)
- 2009 : Shaun le mouton – The Big Eat (Kosmos)
- 2009 : Les trois ??? – Le Château Maudit – Le jeu de cartes du film (Kosmos)
- 2009 : Sorcière Lili – Le grand secret de la sorcière Lilli (Kosmos)
- 2009 : Les trois ??? – Le Château Maudit – Le jeu Emmène-moi au film (Kosmos)
- 2009 : Château aux 1000 miroirs (Cosmos)
- 2009 : Dés Ligretto (Schmidt Spiele)
- 2009 : Laura's Star - Le grand voyage de Laura en Chine (Amigo)
- 2009 : Winx Club – Le tournoi magique (Kosmos)
- 2009 : Winx Club – Les cristaux volés (Kosmos)
- 2010 : Hui Buh – Le passage secret maudit (Kosmos)
- 2010 : Chasse au Lièvre (HABA)
- 2010 : Parc des expositions avec Peter Eggert, Philipp El Alaoui, Friedemann Friese, Michael Rieneck, Martin Schlegel, Stefan Stadler et Tobias Stapelfeldt (Eggertspiele)
- 2011 : Hui Buh – La sacrée chasse aux fantômes (Kosmos)
- 2011 : Geolino - Voyage dans le règne animal - Le jeu à emporter (Cosmos)
- 2011 : Geolino - Voyage dans le règne animal - Le jeu de découverte passionnant (Cosmos)
- 2011 : Tohuwabohu avec Matthias Prinz (Kosmos)
- 2011 : Piège à monstres (Cosmos)
- 2011 : Princesse Lillifee – Un festival pour la licorne (Le Château Miroir)
- 2011 : Course sur les pâturages (Le Spiegelburg)
- 2011 : Un troupeau de chevaux sauvages (Le Spiegelburg)
- 2011 : Que fais-tu ? (OUI ! Et les amis)
- 2011 : Village (Eggertspiele/ Pegasus)
- 2012 : Le Petit Dragon Coco et le Secret de la Momie (Cosmos)
- 2012 : Saucisse cubique (Kosmos)
- 2012 : attaques de T-Rex (Kosmos)
- 2012 : Asseyez-vous ! Lieu! Hors de! (Cosmos)
- 2012 : La clé cachée (HABA)
- 2012 : Saint Malo (alea)
- 2013 : Stromberg - La grande course aux chaises de bureau (Ravensburger)
- 2013 : La Boca (Cosmos)
- 2014 : Burgenland (Ravensburger)
- 2016 : Encore une fois !
- 2016 : Claquement de mots
- 2016 : Exit – The Game (Kosmos ; série de jeux)
- 2017 : Scotland Yard : Le jeu de cartes (Ravensburger)
- 2017 : Rajas du Gange
- 2018 : L'ascension de Queensdale (Alea/Ravensburger)

## liens externes
- Page d'accueil d' Inka et Markus Brand
- Inka et Markus Brand dans la base de données des jeux BoardGameGeek (anglais)
- Inka et Markus Brand dans la base de données des jeux Luding
- Inka et Markus Brand dans la liste des auteurs sur Brettspiele-Magazin.de